# Scathophaga fluvialis
Scathophaga fluvialis är en tvåvingeart som först beskrevs av Camillo Rondani 1867.  Scathophaga fluvialis ingår i släktet Scathophaga och familjen kolvflugor.
Artens utbredningsområde är Italien. Inga underarter finns listade i Catalogue of Life.